# Comme Cendrillon 2
Pour les articles homonymes, voir Cendrillon (homonymie).
 (septembre 2014).
Série Comme Cendrillon
Comme Cendrillon
(2004) Comme Cendrillon : Il était une chanson
(2011)
Pour plus de détails, voir Fiche technique et Distribution.
Comme Cendrillon 2, ou Une autre aventure de Cendrillon au Québec et Une autre histoire de Cendrillon en Belgique (Another Cinderella Story), est un film américain réalisé par Damon Santostefano sorti en 2008. C'est la deuxième partie de la série de films Comme Cendrillon.

## Résumé de l'histoire du film
Dominique Blatt, une célébrité passée de mode, héberge Mary Santiago, la fille d'une de ses danseuses décédée, en échange des services fournis quotidiennement auprès d'elle et de ses filles, Britt et Bree.
Un soir, Mary apprend à la télé que son idole, Joey Parker, veut faire une pause dans sa carrière professionnelle en retournant au même collège qu'elle. Un concours de danse est annoncé, la récompense étant de danser dans le prochain clip de la star.
Elle rejoint la salle de danse du concours en cachette. Un bal s'organise, mais Dominique ordonne à Mary de ranger sa chambre qui est dans un sale état pour l’empêcher d’aller au bal masqué. La meilleure amie de Mary lui propose l’aide des cousins du petit-ami de sa sœur pour la nuit. Joey retrouve l'envie de danser en dansant le tango avec elle. Mais Natalia, sa rivale, manigance un plan pour faire tomber Mary et celle-ci s'enfuit avant que Joey ne puisse connaître son identité, en laissant tomber son baladeur. Joey demande aux élèves du collège les quatre titres des chansons les plus écoutées de la Playlist de sa partenaire. Ceci n’est pas facile car Mary ne se révèle pas. Lors du 16e anniversaire des filles (en fait le 17e), elle dévoile à Joey qu'elle est sa partenaire mystère. Mary a été acceptée au concours de danse de Manhattan mais ceci ne plait pas à Dominique, qui annule son audition.
Par jalousie, Britt, Bree et Natalia montent un coup contre Mary en lui faisant croire la réconciliation du couple de Natalia et Joey. Elle a le cœur brisé et elle ne comprend pas l’action de la pop-star.
Lors du concours de danse, elle comprend alors que Joey n'y est pour rien et accepte de monter sur scène avec lui. Elle gagne alors la récompense et elle découvre que Dominique a annulé son inscription en prétendant qu’elle s’était cassé les 2 jambes, mais la directrice lui permet d'intégrer son école de danse et la belle-mère, karma oblige, se casse les 2 jambes.

## Fiche technique
- Réalisation : Damon Santostefano
- Scénario : Erik Patterson, Jessica Scott et Leigh Dunlap
- Production : Dylan Sellers, Michelle Johnston, Peter Greene et Keith Giglio
  - Producteur exécutif : Neal Dodson, Chris Foss, Ilyssa Goodman et Clifford Werber
- Musique originale : John Paesano
- Photographie : Jon Joffin
- Montage : Tony Lombardo
- Décors : Eric Norlin
- Costumes : Kate Main
- Durée : 90 min
- Pays :  États-Unis -  Canada
- Langue : anglais
- Format : Couleur
- Date de sortie : 
  - États-Unis : 16 septembre 2008 (première)

## Distribution
- Selena Gomez (VF : Karine Foviau[1]) : Mary Santiago
- Drew Seeley (VF : Yoann Sover) : Joey Parker
- Jane Lynch (VF : Martine Irzenski) : Dominique Blatt
- Jessica Parker Kennedy (VF : Fily Keita) : Tami, meilleure amie de Mary
- Marcus T. Paulk (en) (VF : Hervé Grull) : Dustin / The Funk
- Emily Perkins (VF : Anne Mathot) : Britt Blatt
- Katharine Isabelle (VF : Barbara Delsol) : Bree Blatt
- Nicole LaPlaca (VF : Barbara Beretta) : Natalia, ex de Joey
- Tiffany Burns (VF : Patricia Piazza) : Doreen, la reporter
- Lorena Gale : Helga, secrétaire du lycée

## Bande originale
- Tell Me Something I Don't Know (Selena Gomez)
- New Classic (Drew Seeley & (Selena Gomez)
- Hurry Up & Save Me (Tiffany Giardina)
- Just That Girl (Drew Seeley)
- Bang a Drum (Selena Gomez)
- 1st Class Girl (Marcus Paulk, featuring (Drew Seeley)
- Hold 4 You (Jane Lynch)
- Valentine’s Dance Tango (The Twins)
- No Average Angel (Tiffany Giardina)
- Don’t Be Shy (Small Change, featuring Lil' JJ and Chani)
- X-Plain it to My Heart (Drew Seeley)
- New Classic, Live Performance (Drew Seeley) & (Selena Gomez)

## Tell Me Something I Don't Know
| Chart (2008)    | Position |
| --------------- | -------- |
| Australie       | 13       |
| U.S. États-Unis | 58       |

## Personnages
- Mary Santiago : Jeune fille d'environ 16 ans, elle est l'héroïne de l'histoire et la bonne à tout faire de Dominique et de ses filles. Très bonne danseuse, elle rêve d’intégrer une école de haut niveau à Manhattan. Sa mère, décédée lorsqu'elle était enfant, était elle aussi danseuse. Elle prend ses cours dans un studio de danse, cachée dans un local derrière un miroir, qui est en fait une glace sans tain.Elle est amoureuse de Joey.
- Joey Parker : Aussi le héros de l'histoire, il a environ 18 ans. C'est un danseur et chanteur renommé, qui retourne dans le lycée de Mary, où il était autrefois élève, pour un retour aux sources.Il va tomber amoureux de Mary.
- Dominique Blatt : Ancienne pop-star d'une cinquantaine d'années, elle élève et exploite Mary depuis des années. Elle rêve de faire un duo musical avec Joey. Elle n'est pas foncièrement méchante, mais extrêmement égocentrique.
- Tami : Meilleure amie de Mary, elle s'habille de manière originale, rêve de créer ses propres collections de vêtements et a un certain sens de la répartie, elle est amoureuse de Dustin (le copain de Joey Parker).
- Dustin/ Funk : Meilleur ami et manager de Joey, lui aussi danseur, c'est un garçon exubérant et dragueur, qui tombe sous le charme de Tami.
- Britt Blatt : L'une des deux jumelles et filles de Dominique, profondément idiote, mais un peu moins stupide et plus méchante que sa jumelle.
- Bree Blatt : L'autre jumelle. Sa sœur et elle sont franchement idiotes, mais Bree est plus stupide que méchante.
- Natalia : Ex-copine de Joey, c'est la méchante de l'histoire et la rivale de Mary. Elle est également danseuse.

## Télévision
Le film a été diffusé le 18 janvier 2009 sur ABC Family, et a été vu par 5,296 millions de téléspectateurs.